# Bejiruyung
Bejiruyung is een bestuurslaag in het regentschap Kebumen van de provincie Midden-Java, Indonesië. Bejiruyung telt 2707 inwoners (volkstelling 2010).